# Людвиг, Губерт
Губерт Людвиг (нем. Hubert Ludwig; 22 марта 1852, Трир — 17 ноября 1913, Бонн) — германский зоолог.

## Биография
Губерт Людвиг родился 22 марта 1852 года в городе Трире. Учился в 1870—74 годах в Гёттингенском университете.
По окончании университетского курса Губерт последовательно ассистент, приват-доцент и профессор в альма-матер, Гиссене и Бонне, директор Зоологического института в Гиссене. 
Л. Губерт наиболее известен работами по иглокожим и принадлежит к лучшим специалистам в этой области зоологии. Кроме многочисленных статей, особенно по иглокожим (отчасти собранных под заглавием: «Morphologische Studien an Echinodermen», Лейпциг, 1877—82), Губерт написал «Die Eibildung im Tierreiche» (Вюрцб., 1874), «Wirbeltiere Deutschlands» (Ганновер, 1884); издал в 1884—86 гг. переработанное издание Leunis, «Synopsis d. Zoologie» (Ганновер, 3 изд., 2 т.); писал отдел иглокожих для «Bronn’s Klassen und Ordnungen des Tierreichs» (Лпц., с 1888, вышли голотурии); издал «Tiefsee-Holothurien der amerikanischen Albatrossexpedition» (Кембридж, Массачусетс, 1894) — в этой работе Людвиг описал множество интересных глубоководных форм.
Губерт Людвиг  скончался 17 ноября 1913 года в городе Бонне.